# Фарделла
Фарделла (італ. Fardella) — муніципалітет в Італії, у регіоні Базиліката, провінція Потенца.
Фарделла розташована на відстані близько 370 км на південний схід від Рима, 70 км на південний схід від Потенци.
Населення — 601 особа (2014).

## Демографія
Населення за роками:

Станом на 1 січня 2023 року в муніципалітеті офіційно проживали 54 іноземці з 15 країн, серед них 10 громадян країн Євросоюзу.

## Сусідні муніципалітети
- Карбоне
- Кастеллуччо-Інферіоре
- К'яромонте
- Епіскопія
- Франкавілла-ін-Сінні
- Латроніко
- Сан-Северино-Лукано
- Теана
- Віджанелло